# Koepelkerk (Arnhem)
De Koepelkerk is een monumentale, achthoekige koepelkerk op het Jansplein, in het centrum van Arnhem.

## Bouw en renovatie
In 1817 werd de sterk bouwvallige middeleeuwse St. Jan afgebroken. De Nederduits Gereformeerde gemeente kreeg toestemming om op dezelfde plek een kerk te bouwen om de Sint-Eusebiuskerk te ontlasten. Anthony Aytink van Falkenstein ontwierp de kerk vermoedelijk naar het voorbeeld van de Ronde Lutherse Kerk in Amsterdam. Het werk werd begin 1837 voor 52 000 gulden gegund aan de plaatselijke meester-timmerlieden Knoops, Coers en Holland. De bouw begon dat jaar en werd  eind 1838 voltooid. De dakconstructie bestaat uit twee houten koepels, waarbij de de buitenste op de muren rust en de binnenste op de kolommen. Op de kolommen staan verticale dragers die samen met de schuine spanten een driehoeksconstructie vormen die bijna alle spatkrachten opvangt.
De Koepelkerk is in 1976 grondig gerenoveerd en gerestaureerd. De ruimte tussen de fundering van de kolommen werd anderhalve meter uitgegraven en de vloer van de kerkzaal werd anderhalve meter verhoogd. Zo ontstond onder de kerkzaal een groot souterrain dat als ontmoetingsruimte wordt gebruikt. Ook werd de oorspronkelijke tweede galerij, die in 1944 gesloopt was vanwege oorlogsschade, weer aangebracht en kwamen er in de buitenring beneden kleinere vertrekken die als vergaderruimtes worden gebruikt. In 2012/2013 is de Koepelkerk opnieuw gerestaureerd.

## Gebruik
De Koepelkerk, die officieel St. Jans-Kerk zou heten, en tot in de jaren 1930 Nieuwe Kerk werd genoemd is op zondag 6 januari 1839 in gebruik genomen door de Nederduits Gereformeerde gemeente. Hendrik Herman Donker Curtius ging voor in de dienst en preekte over de tekst uit Deuteronomium 32:3b: De HEER is onze God, laat iedereen hem prijzen!
De achthoekige kerk werd onder meer gebruikt door de Gele Rijders, een afdeling rijdende artillerie uit de Willemskazerne. In 1961 verkocht de Nederlandse Hervormde Kerk het gebouw aan de Gereformeerde Kerk (vrijgemaakt). In 2023 ging deze kerkgemeente deel uitmaken van de toen nieuw gevormde Nederlandse Gereformeerde Kerken.

## Naberorgel

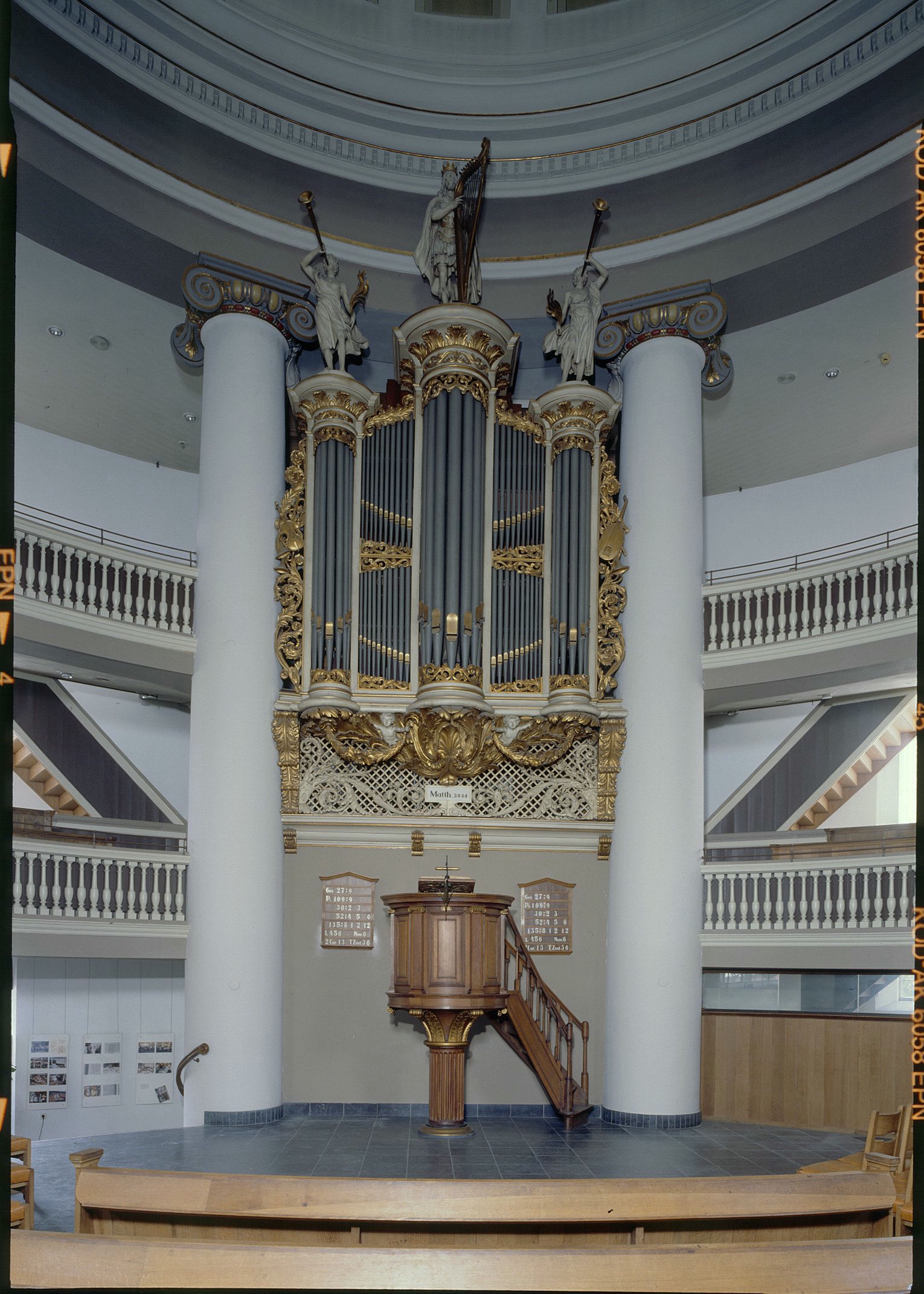
Het Naberorgel (2000)

Het gerestaureerde pijporgel dateert uit 1841/1842 en is van de hand van de Nederlandse orgelbouwer Carl Friedrich August Naber. Het heeft negen registers op het hoofdwerk en zeven op het positief. Het pedaal heeft vier vrije stemmen. De kas is uitgevoerd in late Empirestijl met beelden van koning David en bazuinspelende engelen.
Het oorspronkelijke mechanisch sleepladen-orgel van Naber had twaalf stemmen verdeeld over twee manualen en een aangehangen pedaal. De speeltafel die zich oorspronkelijk aan de achterzijde bevond is in 1864 naar de rechterzijde verplaatst. In de kas is het bovenwerk als onderpositief en het pedaal op de plek van het bovenwerk geplaatst. De pneumatische pedaallade is elektrisch gemaakt. Al deze aanpassingen zijn hoogstwaarschijnlijk uitgevoerd door de firma Leichel. De ombouw van de dulciaan naar clarinet is uitgevoerd door de firma Maarschalkerweerd, die tevens de Voix Céleste heeft geplaatst.
In 1933 zijn verbeteringen aan het orgel uitgevoerd door de Firma J. de Koff die de klarinet verving door een hobo, het orgel uitbreidde met een sexquialter en de mixtuur wijzigde.
Tijdens de Slag om Arnhem in 1944 heeft de Koepelkerk een voltreffer opgelopen, recht boven het orgel. In 1948 is het orgel provisorisch hersteld door de Utrechtse orgelbouwer Sanders die poogde het orgel terug te brengen in de oorspronkelijke Naber-staat. Tussen 1973 en 1978 zijn restauratiewerkzaamheden uitgevoerd door vrijwilligers waardoor het orgel hersteld is naar wat Naber ermee beoogde. De Dulciaan 8' is nieuw gemaakt naar model van het Naberorgel in de Sint-Joriskerk in Amersfoort. De Flute Travers 8' en de Trompet 8' zijn naar voorbeeld van het Naberorgel in de Hervormde kerk van Warnsveld gemaakt. De Sexquialter van 1933 is gehandhaafd.
In 2008 was het orgel weer aan herstel toe, waarop men Jan Jongepier uit Leeuwarden een uitgebreid rapport heeft laten maken over de staat van het orgel. Het advies was dat het orgel behalve herstel ook verbeteringen behoefde. In 2014 zijn zowel herstel als verbeteringen uitgevoerd door de orgelbouwer Gebr. Van Vulpen uit Utrecht. Het adviseurschap is na het overlijden van Jongepier overgenomen door Theo Jellema. De Sexquialter van het Positief is vervangen door een Nazard 2 2/3 en op het pedaal is een Trompet 8' bijgeplaatst. De toonhoogte is nu a'=440 Hz en de winddruk 67 mm waterkolom. Door de restauratie is de artistieke uitdaging om het orgel te bespelen toegenomen wat de gemeente ondersteunt bij het zingen en het culturele gebruik verhoogt. Er worden regelmatig orgelconcerten gegeven.

## Afbeeldingen

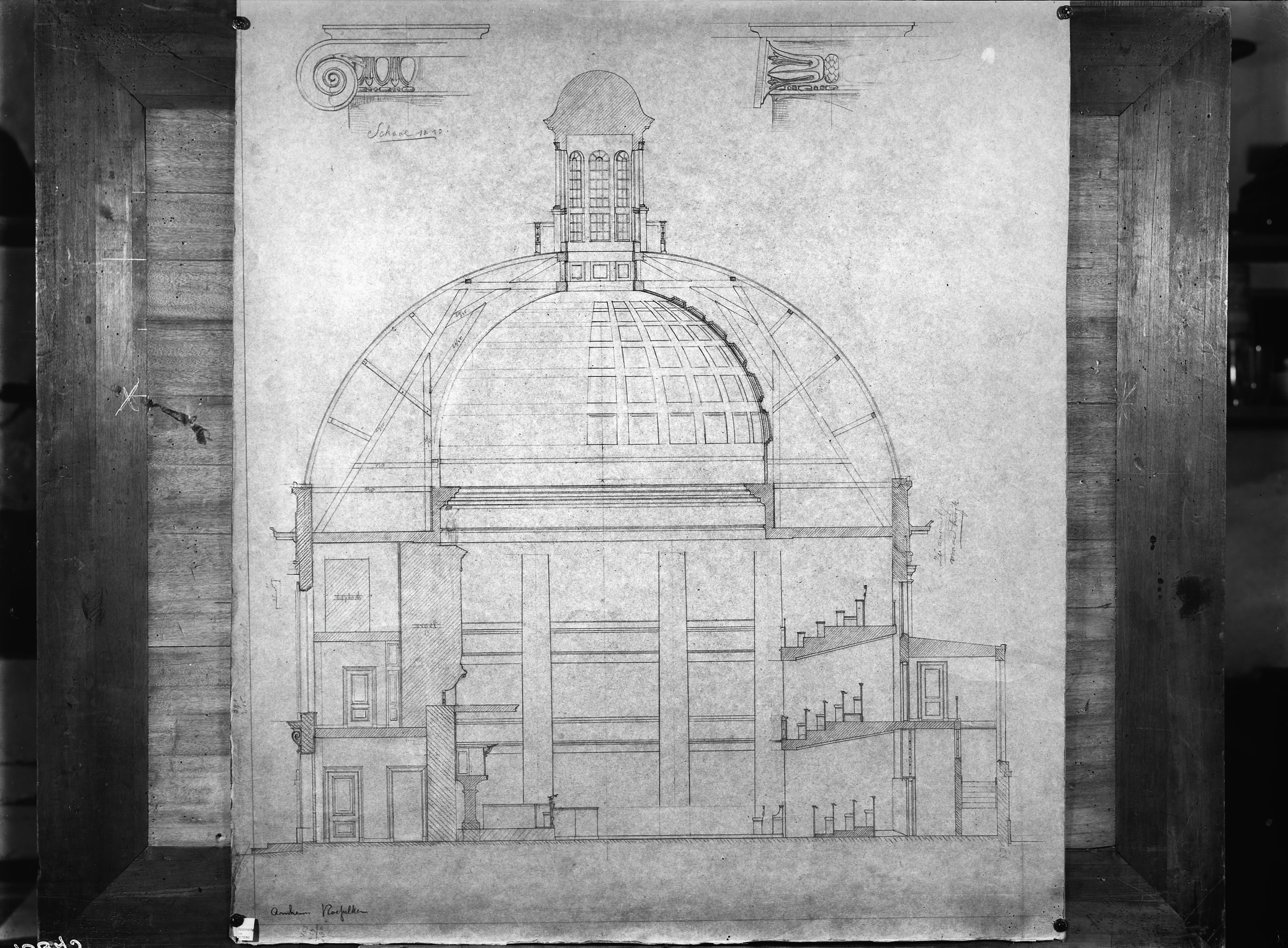
Doorsnede
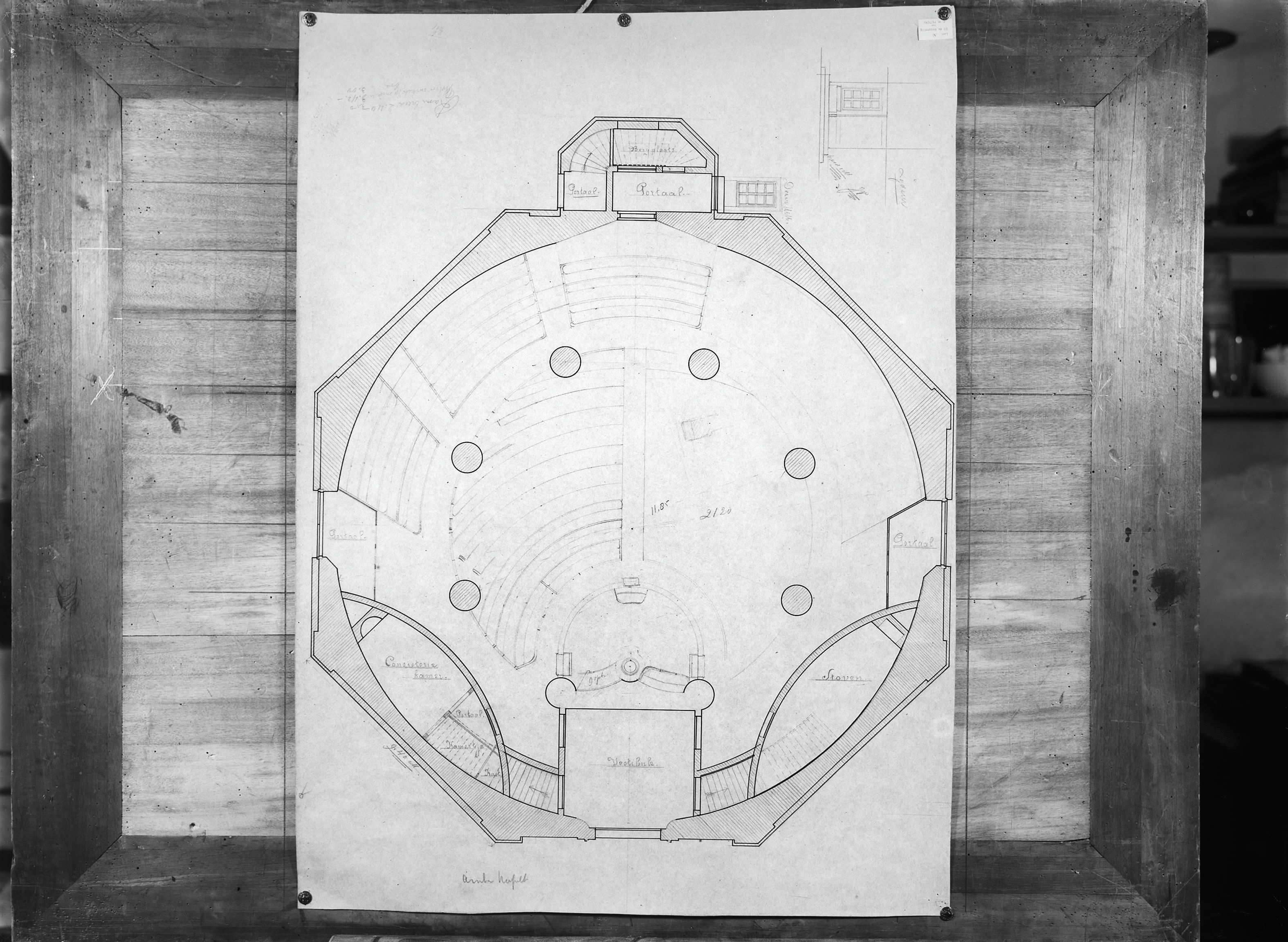
Oorspronkelijke indeling Grote Zaal
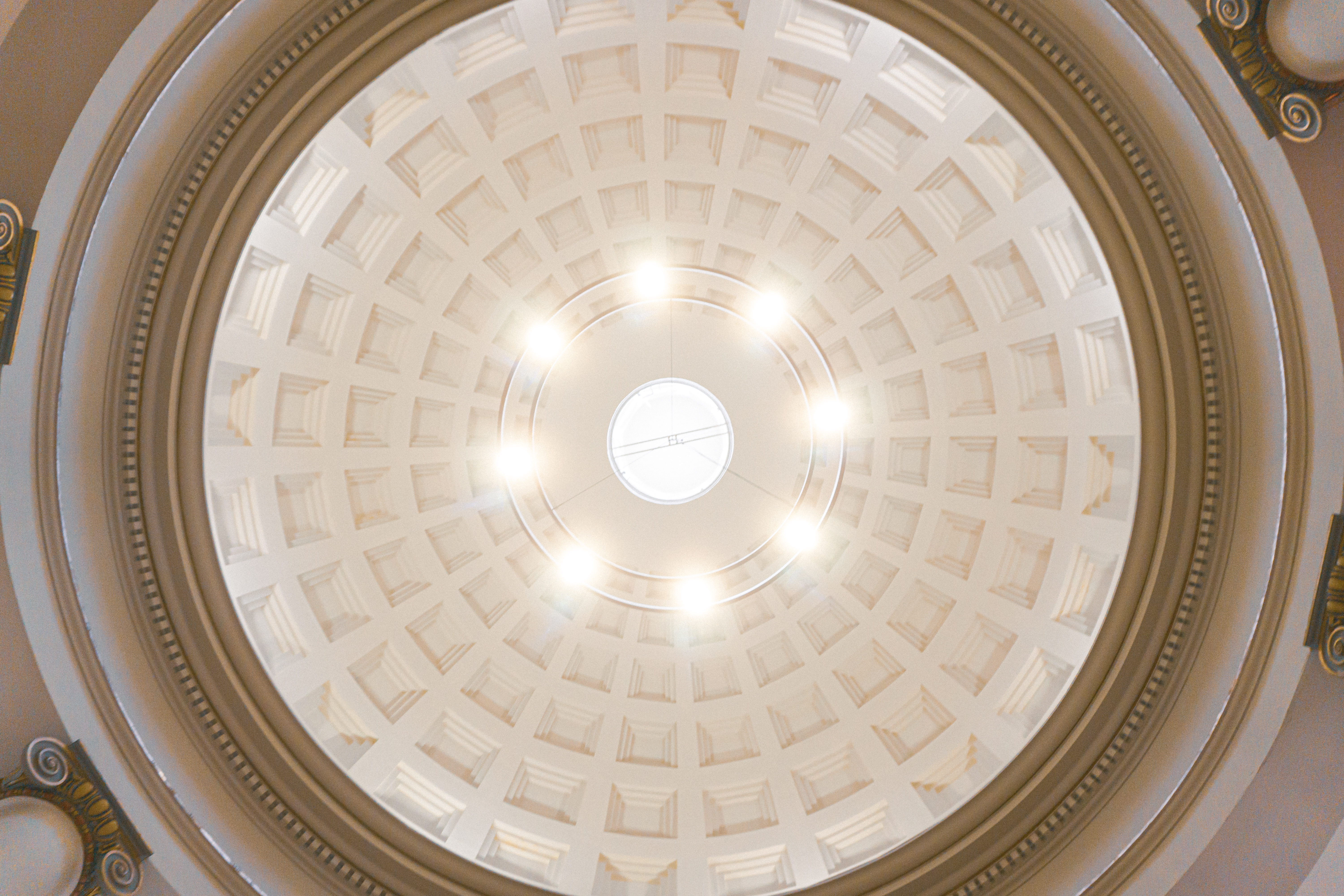
Zicht van binnen op het koepelgewelf met zijn 144 cassettes
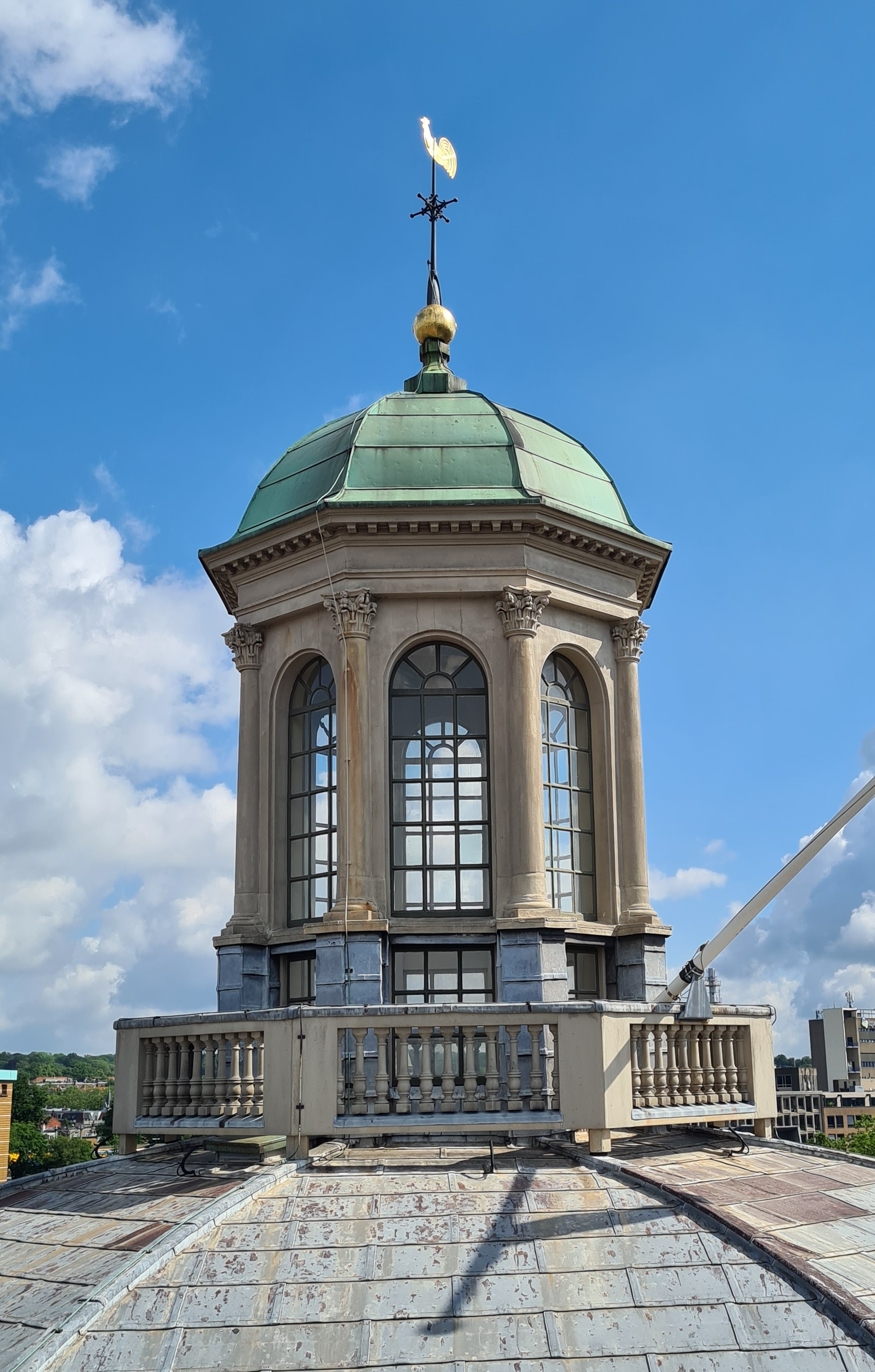
De lantaarn
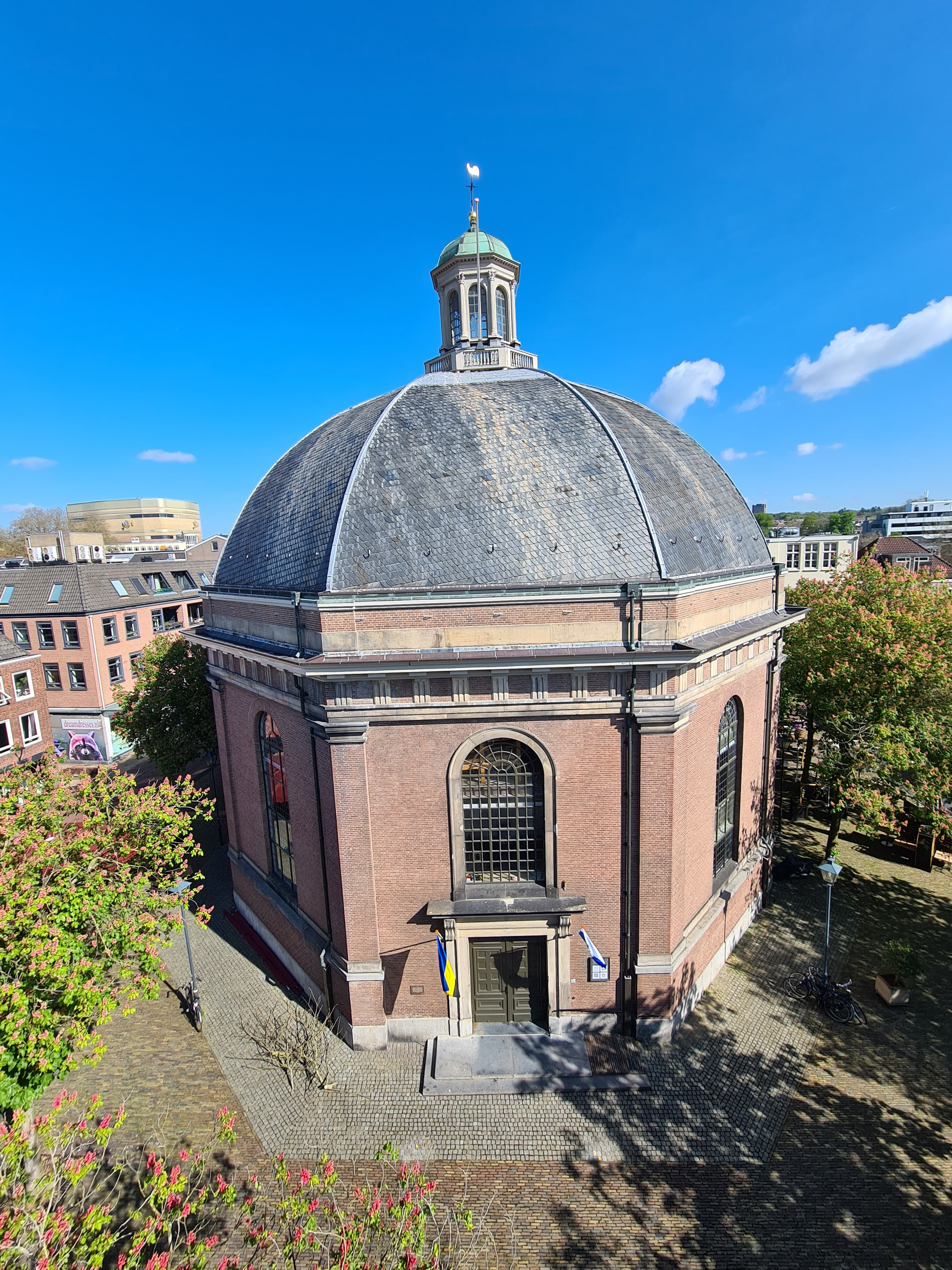
Aanzicht
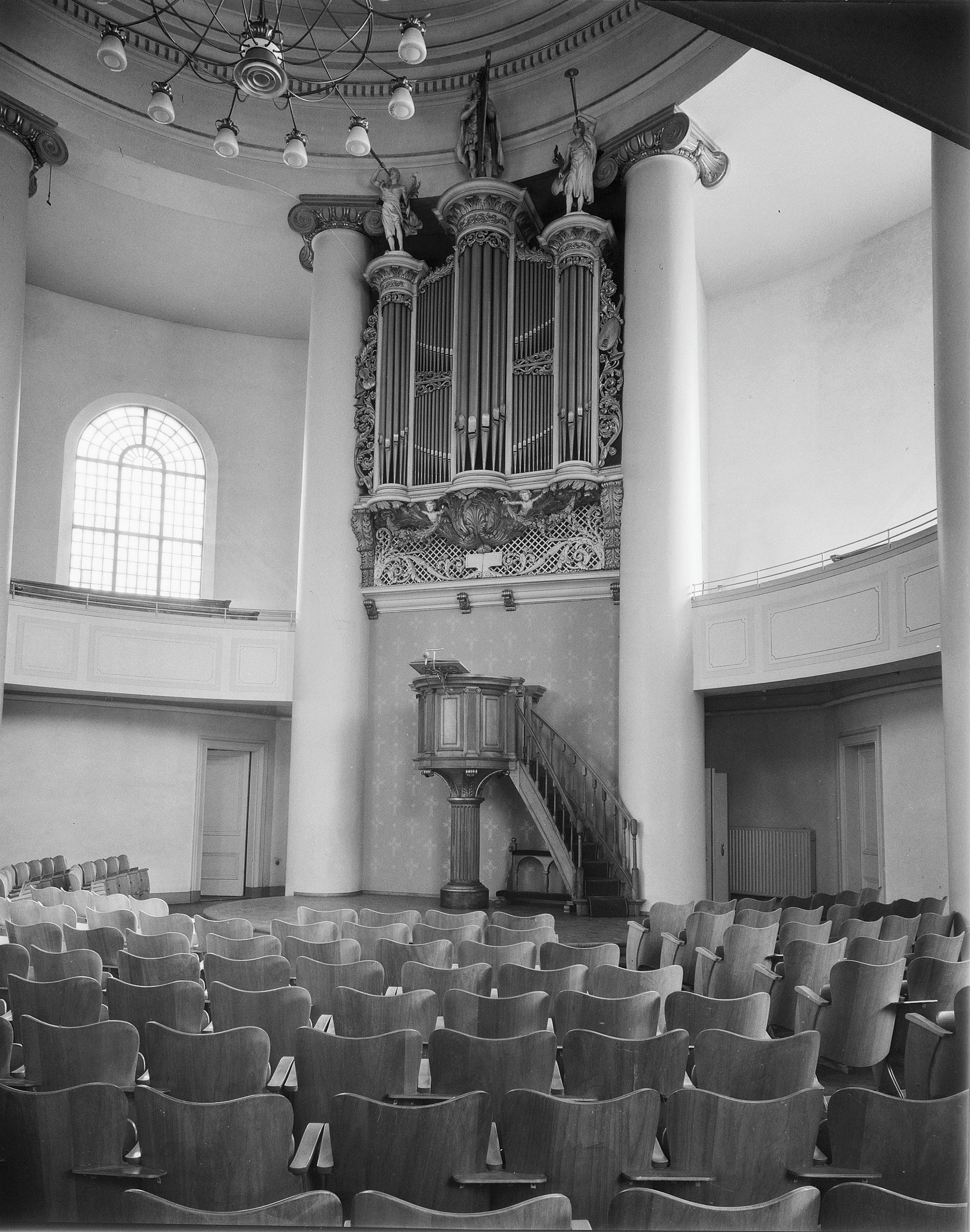
Interieur sinds de Tweede Wereldoorlog tot aan de restauratie van 1979
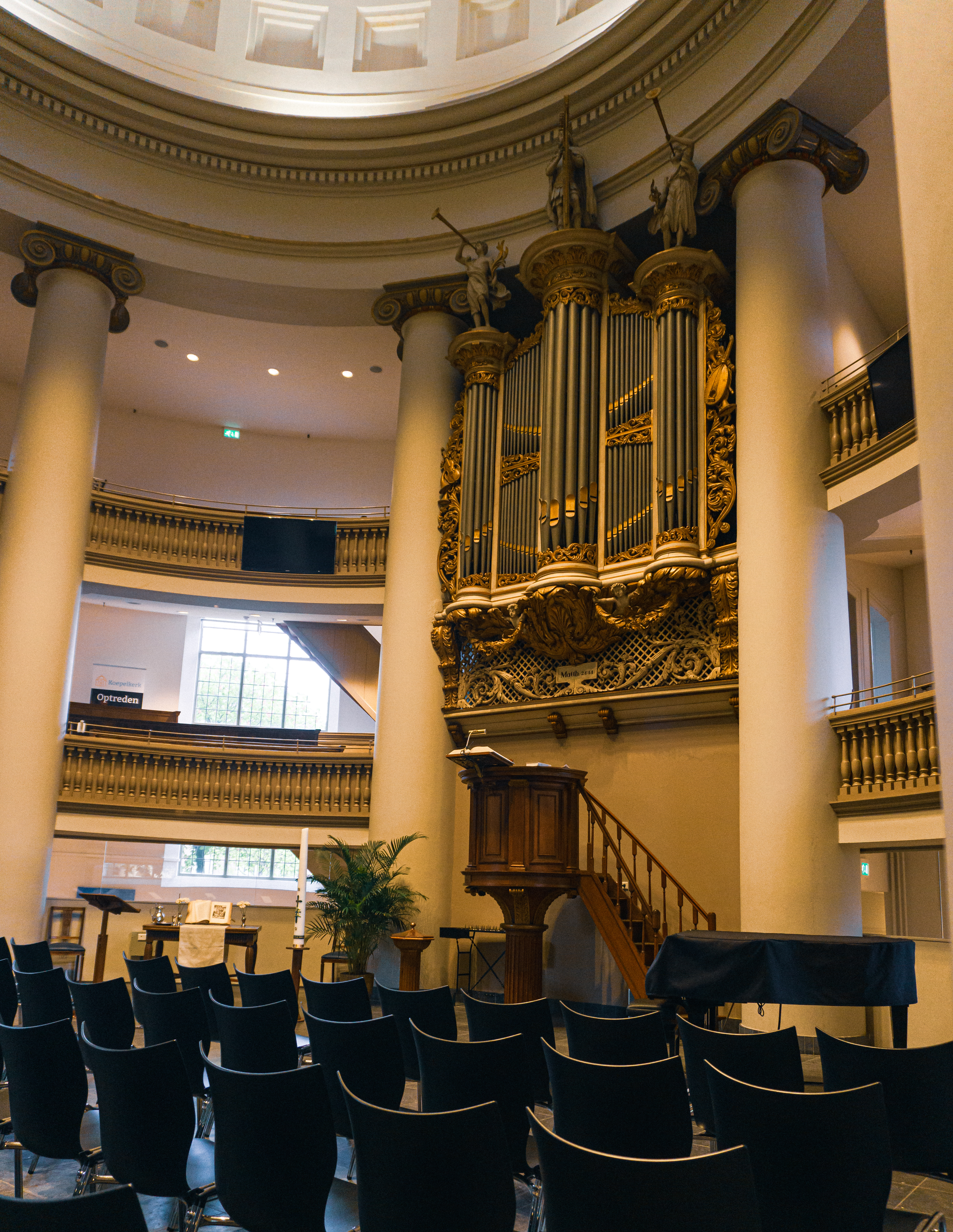
Huidig interieur
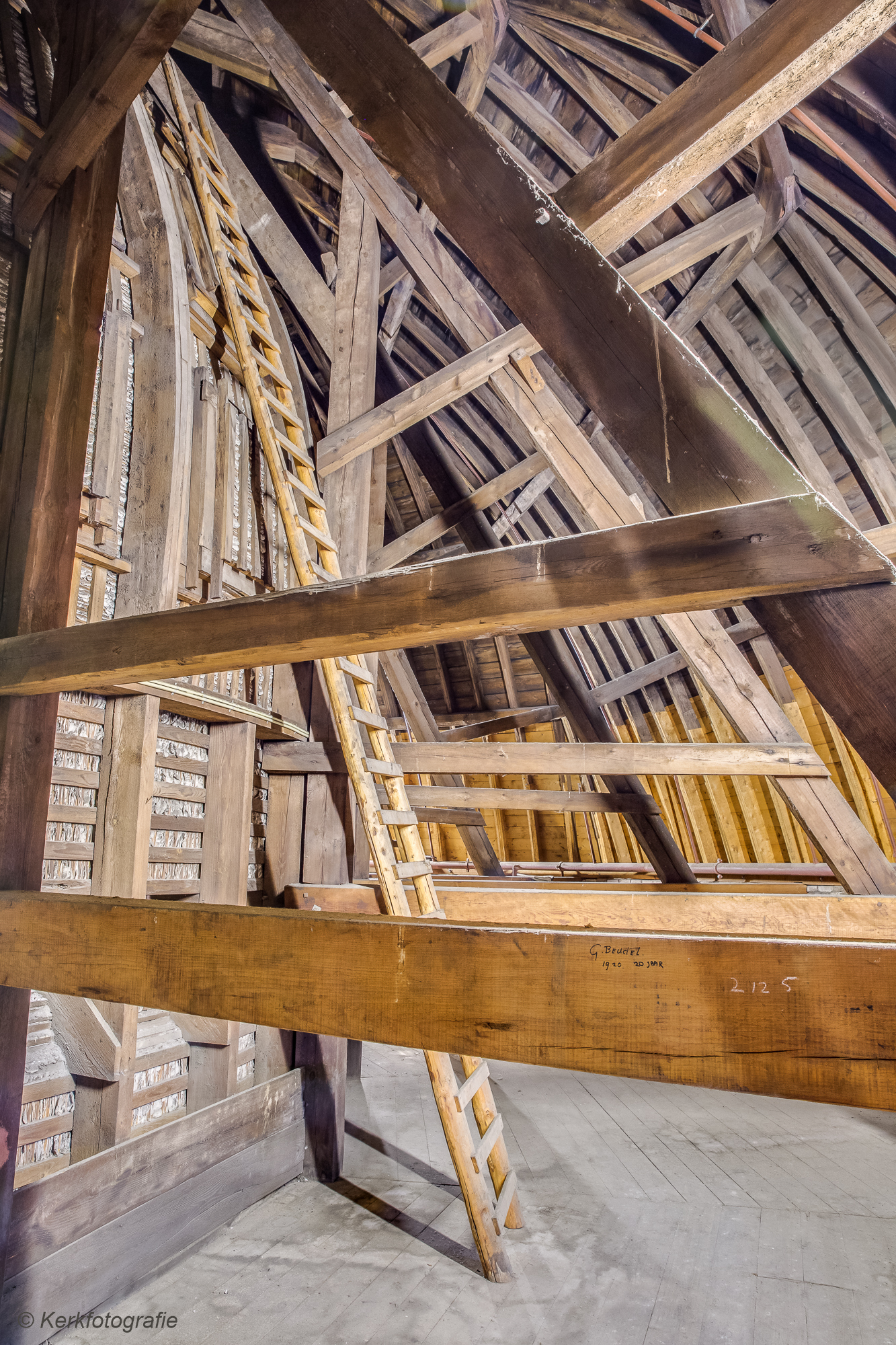
Balkenconstructie in de zolder
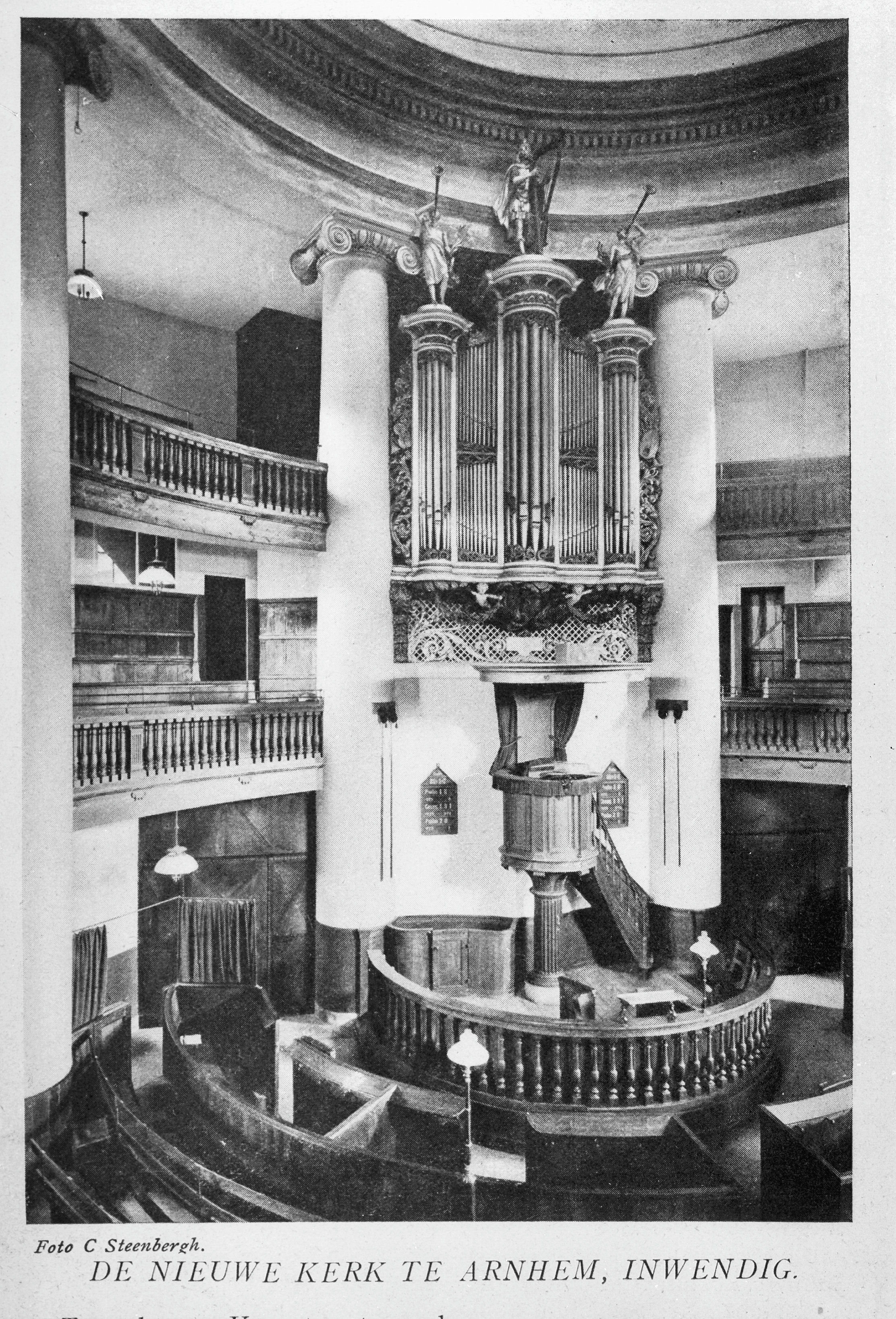
Oorspronkelijk interieur
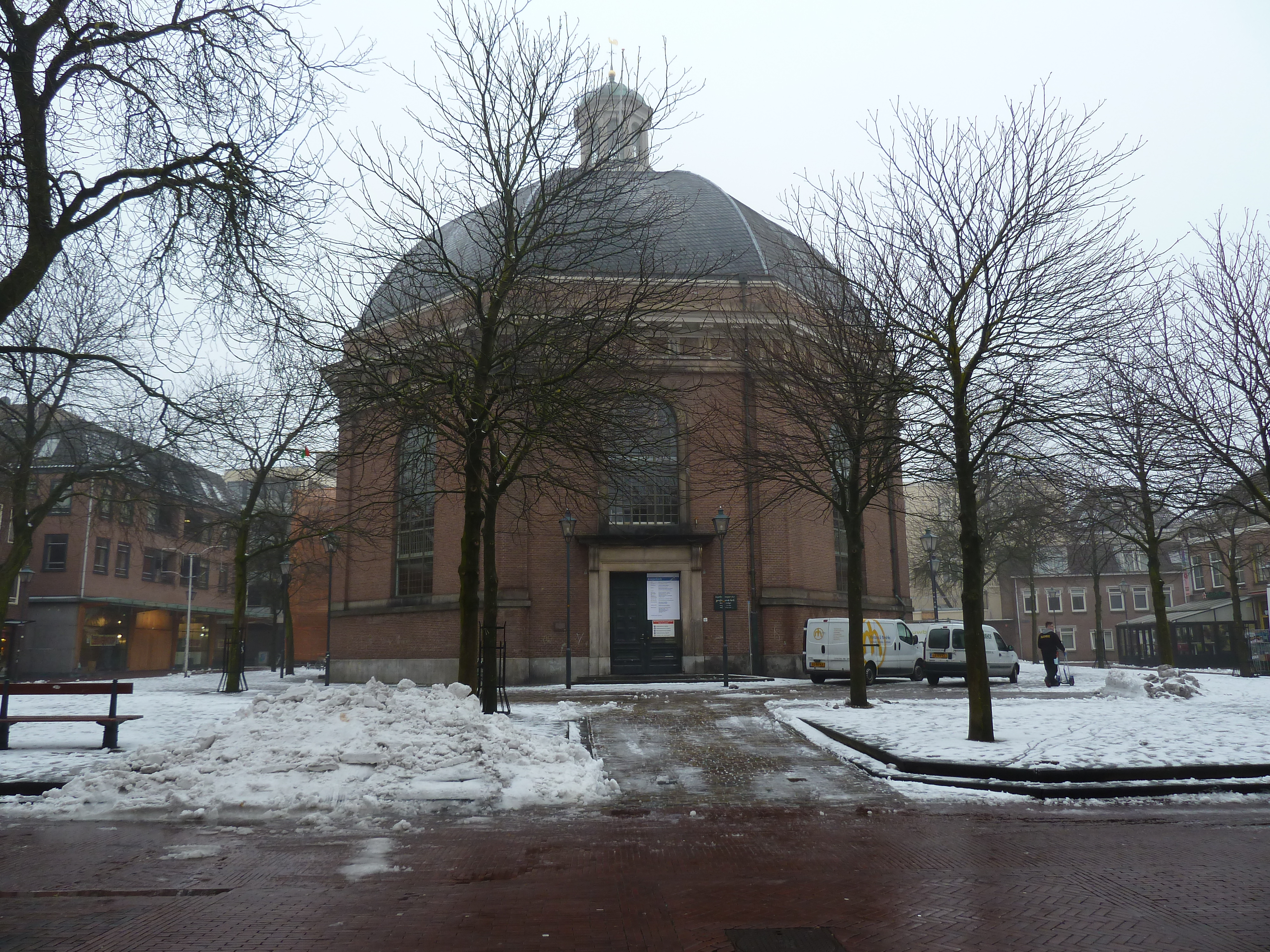
Koepelkerk in de winter
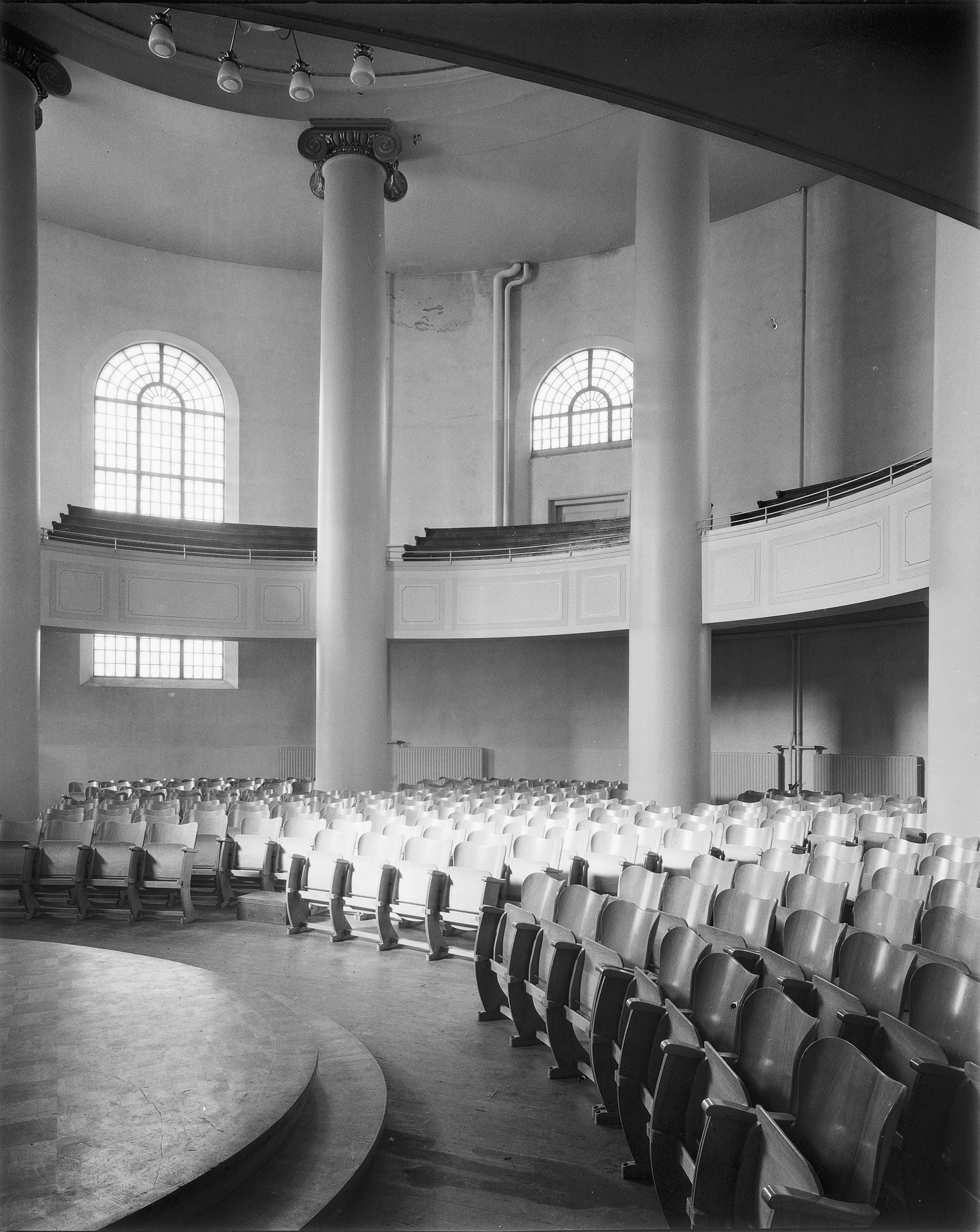
Interieur vanaf het einde van de Tweede Wereldoorlog tot 1979
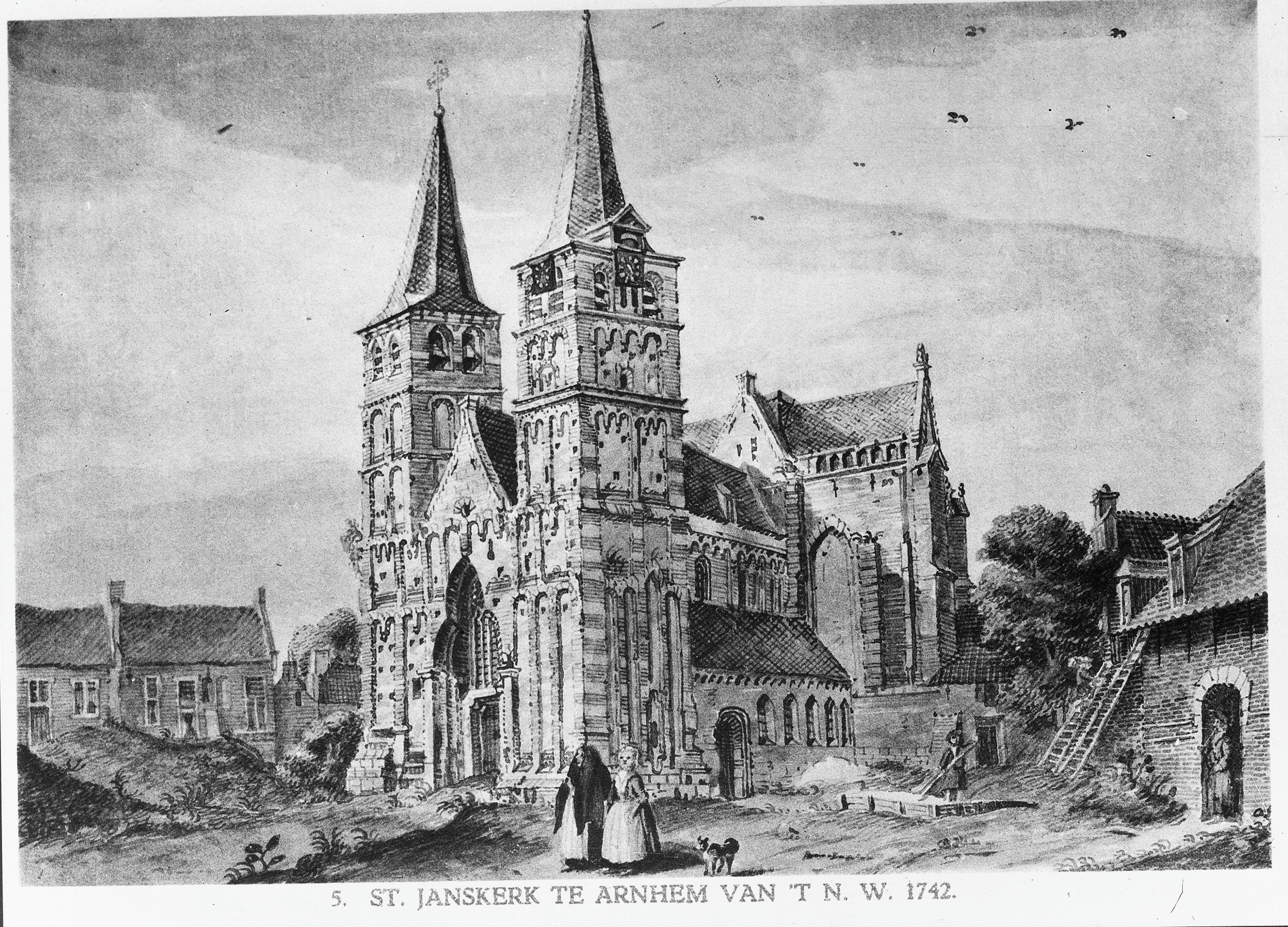
De St. Janskerk, de voorloper van de Koepelkerk